# Preity Zinta

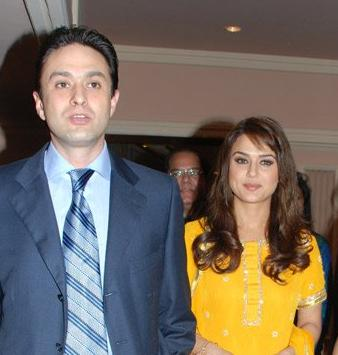
Preity Zinta

Preity Zinta (născută pe 31 ianuarie 1975, Shimla, India) este una din cele mai faimoase actrițe de la Bollywood.

## Familia
Preity Zinta sa născut la 31 ianuarie 1975 într-o familie din Rohru din districtul Shimla, Himachal Pradesh. Tatăl ei, Durganand Zinta, era ofițer în armata indiană. El a murit într-un accident de mașină, când ea avea doar 13 ani; în accident a fost implicată și mama ei, Nilprabha, care a fost grav rănită și, prin urmare, a rămas în pat pentru doi ani. Zinta a numit accidentul tragic și moartea tatălui său un punct semnificativ de cotitură în viața ei, ceea ce a forțat-o să se maturizeze rapid. Are doi frați; Deepankar și Manish, cu un an mai mare și respectiv cu un an mai tânăr. Deepankar este ofițer comandat în armata indiană, în timp ce Manish trăiește în California.

## Carieră

### Debut
În 1997, însoțind o prietenă la probe, Preity l-a cunoscut pe regizorul Shekhar Kapur, care a insistat ca și ea să participe la audieri și să devină actriță. Ea a semnat contract pentru un rol în filmul  Tara Rum Pum Pum , însă filmările au fost anulate. Cu toate acestea, Shekhar a reușit să-i dea lui Priti recomandări bune și a fost invitată să-și asume un rol de 20 de minute în filmul  Dragoste de la prima vedere  al lui Mani Ratnam.

### Succes
Preity Zinta a interpretat principalele roluri feminine în trei filme cu cele mai mari incasări din 2003: „Din amintiri”, „Nu ești singur” (Koi… Mil Gaya) și „Va veni ziua de mâine?” (Kal Ho Naa Ho).

## Premii

### Populare
- 1998: Star Screen Award Most Promising Newcomer - Female for Soldier
- 1998: Filmfare Best Debut Award for Dil Se
- 1998: Zee Cine Award Best Female Debut for Soldier
- 1998: Filmfare Lux New Face Award for Dil Se
- 2000: Bravery Award [8]
- 2001: Sansui Award, Best Actress, Kya Kehna
- 2003: IIFA Best Actress Award for Kal Ho Naa Ho
- 2003: Filmfare Best Actress Award for Kal Ho Naa Ho
- 2003: Zee Cine Award Superstar of the Year- Female for Kal Ho Naa Ho
- 2003: Zee Cine Award Queen of Hearts
- 2003: Stardust Star of the Year Award - Female for Kal Ho Naa Ho
- 2003: Asian Guild Best Actress Award for Koi... Mil Gaya
- 2003: Pogo Awards "Most Amazing Actress" for Kal Ho Naa Ho
- 2003: Chhoton Ka Funda Award for Koi... Mil Gaya
- 2003: Sansui Award, Best Actress for Kal Ho Naa Ho
- 2003: MTV Immies, Best Actress for Kal Ho Naa Ho
- 2004: IIFA Style Diva of the Year Award
- 2004: Stardust Star of the Year Award - Female for Veer Zaara
- 2004: BBC Film Café, Best Actress, Veer-Zaara
- 2004: Star Screen Award Jodi No. 1 along with Shahrukh Khan for Veer Zaara
- 2005: IIFA Idea Glamorous Star Award [9]
- 2006: MTV Lycra awards, Most Stylish Actor Female

## Filmografie

### Filme
| Year | Film                          | Role                    | Other notes                                                                                         |
| ---- | ----------------------------- | ----------------------- | --------------------------------------------------------------------------------------------------- |
| 1998 | Dil Se                        | Preeti Nair             | Winner, Filmfare Best Female Debut Award Dubbed into Tamil as Uyire Dubbed into Telugu as Prema Tho |
| 1998 | Soldier                       | Preeti Singh            | |
| 1998 | Premante Idera                | Jaanu                   | Telugu film Dubbed into Hindi as Dulhan Dilwale Ki                                                  |
| 1999 | Raja Kumarudu                 | Rani                    | Telugu film Dubbed into Hindi as Prince No. 1                                                       |
| 1999 | Sangharsh                     | CBI Officer Reet Oberoi | |
| 1999 | Dillagi                       | Rani                    | Guest Appearance                                                                                    |
| 2000 | Kya Kehna                     | Priya Baxi              | Nomination, Filmfare Best Actress Award                                                             |
| 2000 | Har Dil Jo Pyar Karega        | Jahnvi                  | |
| 2000 | Mission Kashmir               | Sufiya Parvez           | |
| 2001 | Farz                          | Kajal Singh             | |
| 2001 | Chori Chori Chupke Chupke     | Madhubala (Madhu)       | Nomination, Filmfare Best Supporting Actress Award                                                  |
| 2001 | Dil Chahta Hai                | Shalini                 | |
| 2001 | Yeh Raaste Hain Pyaar Ke      | Sakshi                  | |
| 2002 | Dil Hai Tumhaara              | Shalu                   | |
| 2003 | The Hero: Love Story of a Spy | Reshma/Ruksar           | |
| 2003 | Armaan                        | Sonia Kapoor            | Nomination, Filmfare Best Villain Award.                                                            |
| 2003 | Koi... Mil Gaya               | Nisha                   | Nomination, Filmfare Best Actress Award                                                             |
| 2003 | Kal Ho Naa Ho                 | Naina Catherine Kapur   | Winner, Filmfare Best Actress Award                                                                 |
| 2004 | Lakshya                       | Romila Dutta            | |
| 2004 | Dil Ne Jise Apna Kahaa        | Dr. Parineeta (Pari)    | |
| 2004 | Veer-Zaara                    | Zaara Hayat Khan        | Nomination, Filmfare Best Actress Award                                                             |
| 2005 | Khullam Khulla Pyaar Karen    | Priti                   | |
| 2005 | Salaam Namaste                | Ambar 'Amby' Malhotra   | Nomination, Filmfare Best Actress Award                                                             |
| 2006 | Alag                          |                         | Special Appearance in song Sabse Alag                                                               |
| 2006 | Krrish                        | Nisha                   | Special Appearance                                                                                  |
| 2006 | Kabhi Alvida Naa Kehna        | Rhea Saran              | Nomination, Filmfare Best Supporting Actress Award                                                  |
| 2006 | Jaan-E-Mann                   | Piya Goyal              | |
| 2007 | Jhoom Barabar Jhoom           | Alvira Khan             | |
| 2007 | The Last Lear                 | Shabnam                 | |
| 2007 | Om Shanti Om                  | Herself                 | Deewangi Deewangi                                                                                   |
| 2008 | Mera Bharat Mahaan            |                         | January 25, 2008                                                                                    |
| 2008 | Har Pall                      |                         | |
| 2008 | Suryamukhi                    | Suryamukhi              | |
| 2008 | Heaven on Earth               |                         | [ 10 ]                                                                                              |

### Apariții televizate
| Show                              | Date Appeared | Year | Other Notes                                |
| --------------------------------- | ------------- | ---- | ------------------------------------------ |
| Kaun Banega Crorepati             | March 1       | 2007 | Holi special. Appeared with Rani Mukherjee |
| Jai Jawan on NDTV                 | January 26    | 2007 |                                            |
| BBC World                         | April 23      | 2006 | Peschardt's People                         |
| Indian Idol 2                     | February 20   | 2006 |                                            |
| Rendezvous with Simi Garewal      | February 4    | 2006 |                                            |
| Kaun Banega Crorepati             | August 19     | 2005 | Raksha Bandhan Special                     |
| Koffee with Karan (Episode #1.15) | March 11      | 2005 | Appeared with Abhishek Bachchan            |
| Asian Talk On CNN                 | December 18   | 2004 |                                            |
| Koffee with Karan (Episode #1.3)  | December 3    | 2004 | Appeared with Saif Ali Khan                |
| Eye On Asia                       |               | 2003 | Toronto, Canada                            |
| Jeena Isi Ka Naam Hai             | April 19      | 2002 |                                            |

### Apariții în presă
- Khubchandani, Lata. 'I had this illusion that filmstars are like kings and queens'. Rediff.com, 22 mai 2000. Accessed 15 septembrie 2007.
- Pillai, Jitesh. Freedom at midnight...Preity Zinta Arhivat în 12 octombrie 2007, la Wayback Machine.. Indiatimes.com. April 2001. Accessed 27 septembrie 2007.
- Verma, Sukanya. Preity purrfect!. Rediff.com, 2001. Accessed 15 septembrie 2007.
- V. Gangadhar. Preity magic. The Tribune. 24 iulie 2004. Accessed 8 octombrie 2007.
- Hahn, Lorraine. Bollywood Actress, Preity Zinta TalkAsia Interview Transcript Arhivat în 21 noiembrie 2007, la Wayback Machine.. CNN.com, 18 decembrie 2004. Accessed 26 septembrie 2007.
- Nambiar, Smitha. The Dimpled Preity Arhivat în 10 ianuarie 2009, la Wayback Machine.. 10 ianuarie 2005. Accessed 15 septembrie 2007.